# サイ・スニード
サイ・スニード（本名：サイ・ロバート・スニード〈Cy Robert Sneed〉、1992年10月1日 - ）は、アメリカ合衆国ネバダ州エルコ郡エルコ出身のプロ野球選手（投手）。右投右打。
NPBでの登録名はファーストネームとファミリーネームを繋げた「サイスニード」。

## 経歴

### プロ入り前
2011年のMLBドラフト35巡目（全体1074位）でテキサス・レンジャーズから指名されたが、この時は契約せずにダラス・バプティスト大学へ進学した。

### プロ入りとブルワーズ傘下時代
2014年のMLBドラフト3巡目（全体85位）でミルウォーキー・ブルワーズから指名され、プロ入り。契約後、傘下のパイオニアリーグのルーキー級ヘレナ・ブルワーズでプロデビュー。11試合（先発6試合）に登板して0勝2敗1セーブ、防御率5.92、31奪三振を記録した。
2015年はA級ウィスコンシン・ティンバーラトラーズとA+級ブレバード・カウンティ・マナティーズでプレーし、2球団合計で26試合（先発24試合）に登板して6勝11敗1セーブ、防御率2.58、122奪三振を記録した。

### アストロズ時代
2015年11月19日にジョナサン・ビヤーとのトレードで、ヒューストン・アストロズへ移籍した。
2016年は傘下のAA級コーパスクリスティ・フックスでプレーし、25試合（先発21試合）に登板して6勝5敗1セーブ、防御率4.04、112奪三振を記録した。
2017年はAA級コーパスクリスティとAAA級フレズノ・グリズリーズでプレーし、2球団合計で26試合（先発18試合）に登板して10勝6敗1セーブ、防御率5.97、95奪三振を記録した。
2018年はAAA級フレズノでプレーし、26試合（先発20試合）に登板して10勝6敗、防御率3.83、114奪三振を記録した。
2019年は開幕をAAA級ラウンドロック・エクスプレスで迎え、6月27日にメジャー契約を結んでアクティブ・ロースター入りした。同日のピッツバーグ・パイレーツ戦でメジャーデビュー。
2020年は、18試合に登板したものの、オフにFAとなった。

### ヤクルト時代

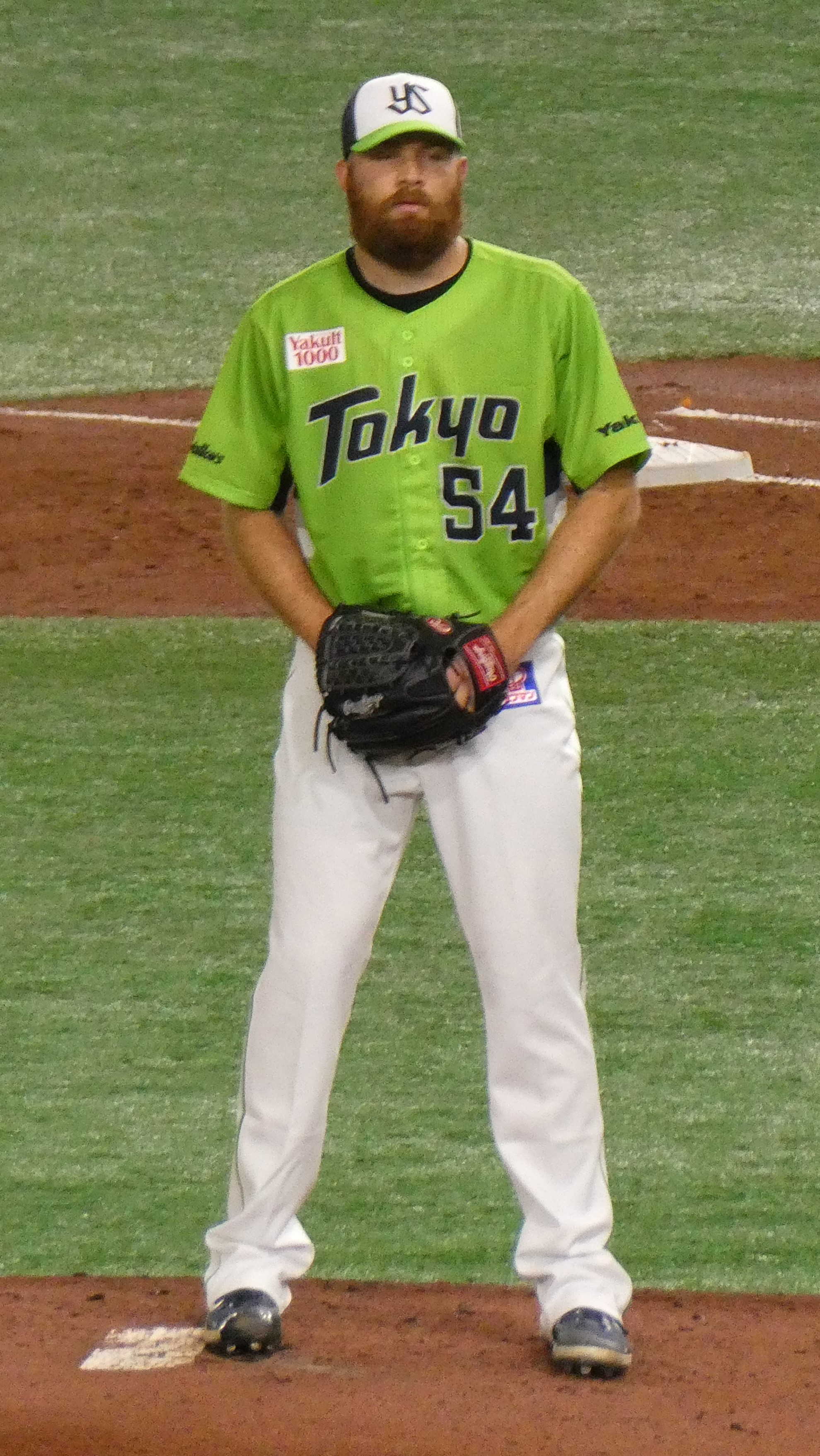
2021年8月28日 東京ドーム

2020年12月4日、東京ヤクルトスワローズとの契約に合意した。推定年俸は8320万円で、背番号は54。登録名はファーストネームとファミリーネームを繋げたサイスニード。
2021年5月9日にNPB初登板。4回3失点で降板した。2回目の登板でNPB初勝利を挙げた。最終的に13試合に先発し6勝2敗、防御率3.41とまずまずの成績を残すも、10月13日の試合で下半身の張りにより緊急降板。以降は登板が無く、さらに家庭の事情により日本シリーズ前の11月17日に帰国することとなり、ポストシーズンの登板は叶わなかった。オフに1100万円増の推定年俸9500万円プラス出来高で残留することが発表された。
2022年はシーズン初登板こそ荒れるも、4月19日に初勝利を挙げる。そこからは安定して結果を残し続け、チームが先発投手の駒不足に悩む中、ローテーションを守り続けチーム最多タイの9勝を挙げた。一方、打たれると止まらず大量失点を喫する場面もあった。日本シリーズには2試合に先発登板。オフに、残留することが発表された。
2023年6月23日の中日戦でNPB初完投・初完封勝利を記録した。9月5日の巨人戦でNPB第1号となる2点本塁打を記録した。最終的に23試合に登板し、7勝8敗、防御率3.67を記録。11月28日に155万ドル（約2億3250万円）で残留することが発表された。
2024年は3月29日の対中日ドラゴンズ戦（明治神宮野球場）で2018年のデービッド・ブキャナン以来となる外国人選手の開幕投手を務めた。5回2失点とビハインドの展開で降板したが、チームは逆転勝ちしたため勝敗はつかなかった。その後先発ローテーション入りするも勝ち星に恵まれず、6月8日の対北海道日本ハムファイターズ戦（神宮）での10度目の先発登板で12球団の開幕投手で最遅となる初勝利を挙げた。シーズンでは23試合に先発して2勝8敗と大きく負け越し、来日後ワーストとなる防御率5.03、被打率.303を記録。オフの11月7日に自由契約選手として公示された。

## 選手としての特徴
| 球種         | 配分 | 平均球速 | 平均球速 | 運動量 (in) | 運動量 (in) |
| 球種         | %    | mph      | km/h     | 水平        | 鉛直        |
| ------------ | ---- | -------- | -------- | ----------- | ----------- |
| フォーシーム | 69   | 93       | 149      | 01          | 09          |
| スライダー   | 13   | 82       | 132      | 06          | 02          |
| カーブ       | 10   | 80       | 128      | 05          | -9          |
| スプリット   | 06   | 80       | 129      | -1          | 04          |
| カッター     | 01   | 91       | 146      | 03          | 06          |

最速96.3mph (155km/h)・平均93mph (149km/h)カット気味の速球が主で、変化球はカーブ、縦のスライダー、カットボールを織り交ぜる。奪三振率が高い。

## 人物
趣味は狩猟。約680キログラムのヘラジカを仕留めたこともある。シーズンオフにはアラスカ州で狩猟をし、髭で寒さを凌いでいる。

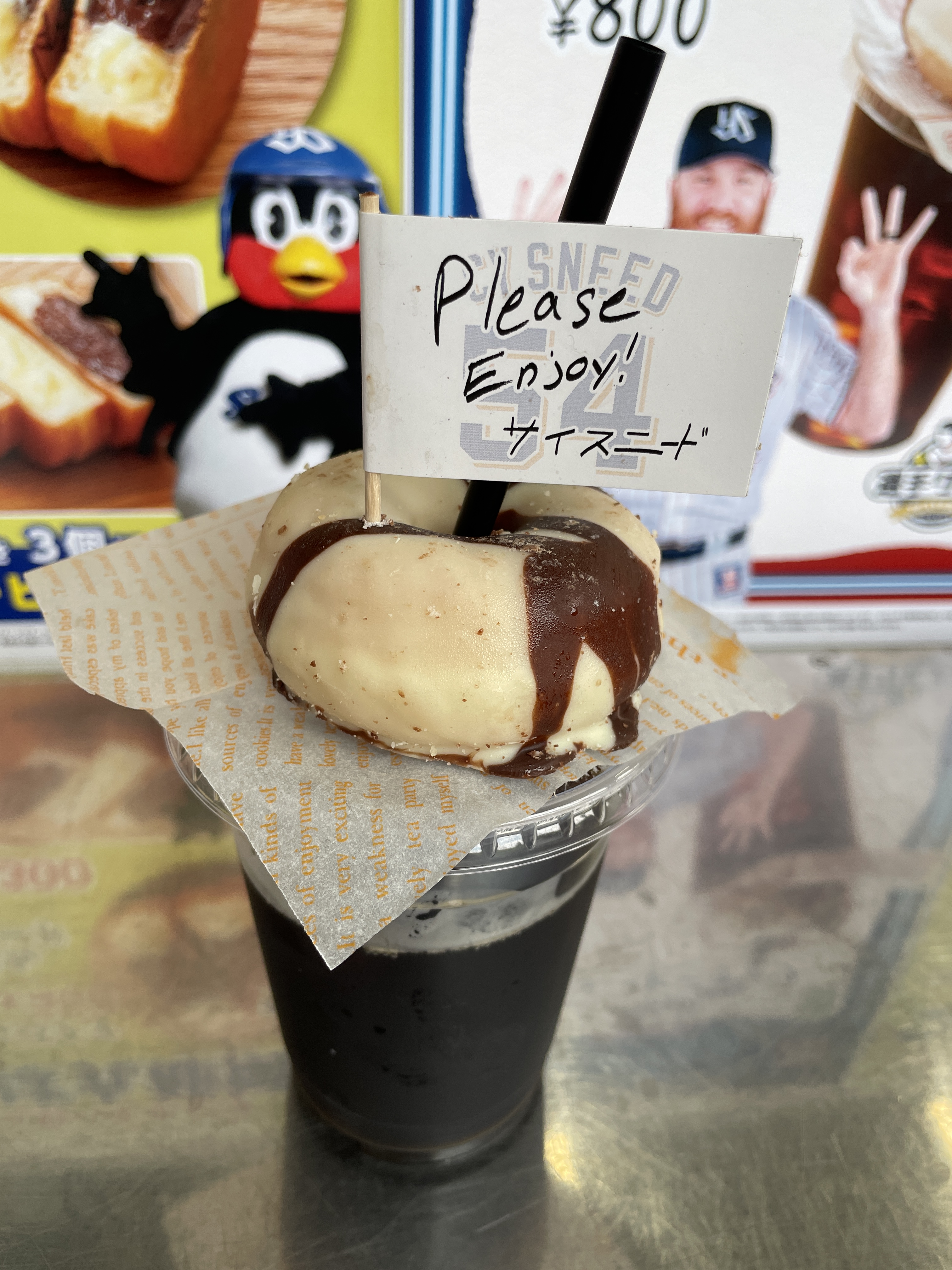
サイスニードの「サイスニードーナッツセット」
神宮球場外周エリアの青空キッチンにて
（2024年5月21日）

ドーナツが大好物。日本の穴場スポットとしてミスタードーナツを挙げている。2021年8月に食べて以来、ミスタードーナツをこよなく愛している。家族にドーナツを食べさせてあげるのが夢だという。ドーナツを使った「サイスニードーナッツセット」が神宮球場で販売されている。
敵味方問わず、常に紳士的な態度で接しファンからも愛されている。
自他共に認める「雨男」。

## 詳細情報

### 年度別投手成績
| 年 度    | 球 団    | 登 板 | 先 発 | 完 投 | 完 封 | 無 四 球 | 勝 利 | 敗 戦 | セ 丨 ブ | ホ 丨 ル ド | 勝 率 | 打 者 | 投 球 回 | 被 安 打 | 被 本 塁 打 | 与 四 球 | 敬 遠 | 与 死 球 | 奪 三 振 | 暴 投 | ボ 丨 ク | 失 点 | 自 責 点 | 防 御 率 | W H I P |
| -------- | -------- | ----- | ----- | ----- | ----- | -------- | ----- | ----- | -------- | ----------- | ----- | ----- | -------- | -------- | ----------- | -------- | ----- | -------- | -------- | ----- | -------- | ----- | -------- | -------- | ------- |
| 2019     | HOU      | 8     | 0     | 0     | 0     | 0        | 0     | 1     | 0        | 0           | .000  | 93    | 21.1     | 26       | 5           | 5        | 0     | 0        | 23       | 0     | 0        | 13    | 13       | 5.48     | 1.45    |
| 2020     | HOU      | 18    | 0     | 0     | 0     | 0        | 0     | 3     | 0        | 3           | .000  | 83    | 17.1     | 22       | 3           | 10       | 2     | 0        | 21       | 1     | 0        | 15    | 11       | 5.71     | 1.85    |
| 2021     | ヤクルト | 13    | 13    | 0     | 0     | 0        | 6     | 2     | 0        | 0           | .750  | 279   | 68.2     | 60       | 9           | 23       | 0     | 2        | 69       | 0     | 0        | 29    | 26       | 3.41     | 1.21    |
| 2022     | ヤクルト | 23    | 23    | 0     | 0     | 0        | 9     | 6     | 0        | 0           | .600  | 553   | 132.1    | 140      | 17          | 26       | 0     | 5        | 96       | 3     | 0        | 66    | 52       | 3.54     | 1.25    |
| 2023     | ヤクルト | 23    | 23    | 2     | 2     | 1        | 7     | 8     | 0        | 0           | .467  | 569   | 135.0    | 133      | 15          | 36       | 2     | 3        | 103      | 2     | 0        | 61    | 55       | 3.67     | 1.25    |
| 2024     | ヤクルト | 24    | 23    | 1     | 1     | 1        | 2     | 8     | 0        | 0           | .200  | 536   | 120.0    | 148      | 16          | 31       | 1     | 5        | 89       | 3     | 0        | 69    | 67       | 5.03     | 1.49    |
| MLB：2年 | MLB：2年 | 26    | 0     | 0     | 0     | 0        | 0     | 4     | 0        | 3           | .000  | 176   | 38.2     | 48       | 8           | 15       | 2     | 0        | 44       | 1     | 0        | 28    | 24       | 5.59     | 1.63    |
| NPB：4年 | NPB：4年 | 83    | 82    | 3     | 3     | 2        | 24    | 24    | 0        | 0           | .500  | 1937  | 456.0    | 481      | 57          | 116      | 3     | 15       | 357      | 8     | 0        | 225   | 200      | 3.95     | 1.31    |

- 2024年度シーズン終了時
- 各年度の太字はリーグ最高

### 年度別守備成績
| 年 度 | 球 団    | 投手（P） | 投手（P） | 投手（P） | 投手（P） | 投手（P） | 投手（P） |
| 年 度 | 球 団    | 試 合     | 刺 殺     | 補 殺     | 失 策     | 併 殺     | 守 備 率  |
| ----- | -------- | --------- | --------- | --------- | --------- | --------- | --------- |
| 2019  | HOU      | 8         | 0         | 1         | 0         | 0         | 1.000     |
| 2020  | HOU      | 18        | 1         | 3         | 0         | 0         | 1.000     |
| 2021  | ヤクルト | 13        | 2         | 4         | 2         | 1         | .750      |
| 2022  | ヤクルト | 23        | 6         | 15        | 0         | 1         | 1.000     |
| 2023  | ヤクルト | 23        | 7         | 17        | 3         | 1         | .889      |
| 2024  | ヤクルト | 24        | 5         | 18        | 1         | 0         | .958      |
| MLB   | MLB      | 26        | 1         | 4         | 0         | 0         | 1.000     |
| NPB   | NPB      | 83        | 20        | 54        | 6         | 3         | .925      |

- 2024年度シーズン終了時
- 各年度の太字はリーグ最高

### 記録

#### NPB
初記録
投手記録
- 初登板・初先発登板：2021年5月9日、対読売ジャイアンツ7回戦（東京ドーム）、4回3失点で勝敗つかず
- 初奪三振：同上、1回表に岡本和真から空振り三振
- 初勝利・初先発勝利：2021年5月18日、対阪神タイガース8回戦（阪神甲子園球場）、5回1/3を3失点
- 初完投勝利・初完封勝利：2023年6月23日、対中日ドラゴンズ9回戦（バンテリンドーム ナゴヤ）、9回6安打無失点5奪三振[43]

打撃記録
- 初打席：2021年5月9日、対読売ジャイアンツ7回戦（東京ドーム）、3回表に今村信貴から投ゴロ
- 初安打：2021年9月23日、対横浜DeNAベイスターズ20回戦（横浜スタジアム）、4回表に石田健大から左前安打
- 初打点：2022年6月17日、対広島東洋カープ7回戦（明治神宮野球場）、4回裏に大瀬良大地から左前適時打[44]
- 初本塁打：2023年9月5日、対読売ジャイアンツ20回戦（明治神宮野球場）、4回裏に山﨑伊織から左越2ラン[24]

その他の記録
- オールスターゲーム出場：1回（2023年）
- 開幕投手：1回（2024年）

### 背番号
- 67（2019年 - 2020年）
- 54（2021年 - 2024年）

### 登場曲
- 「Don't Tread On Me」We The Kingdom（2021年 - ）※登板時
- 「North To Alaska」Johnny Horton（2021年 - ）※打席時